# Italský kulturní institut v Paříži
Italský kulturní institut v Paříži (italsky Istituto Italiano di cultura di Parigi, francouzsky Institut culturel italien de Paris) je kulturní centrum v Paříži, které má spolu s dalšími instituty v Lille, Lyonu, Marseille a Štrasburku za úkol propagovat italský jazyk a kulturu ve Francii. Nachází se na adrese Rue de Grenelle č. 73 v 7. obvodu. Institut byl otevřen v roce 1962.

## Historie
Institut sídlí v samém centru čtvrti Saint-Germain v městském paláci hôtel de Galliffet, který postavil architekt Jacques-Guillaume Legrand v letech 1776-1792. V paláci žil otec Eugèna Delacroixe, pak Charles Maurice de Talleyrand-Périgord, v letech 1794-1821 zde sídlilo ministerstvo zahraničních vztahů. V roce 1909 palác koupil italský stát jako sídlo italského velvyslanectví. Později zde sídlil generální konzulát a od roku 1962 Italský kulturní institut. V letech 1992-1993 byl palác restaurován.

## Činnost
Centrum je podřízené italskému ministerstvu zahraničních věcí a k jeho úkolům patří představovat italskou kulturu a jazyk ve Francii. Pořádá proto jazykové kurzy, umožňuje získání italského jazykového certifikátu vydávaného univerzitami v Perugii a Sieně, nabízí informace a dokumentaci o Itálii v oblasti kultury a vědy.
Součástí institutu je i knihovna obsahující zhruba 50 000 dokumentů, z čehož je asi 5500 audio-vizuálních titulů. Knihovna nese jméno Italo Calvino podle italského spisovatele.